# Gerechtelijk akkoord
Een gerechtelijke reorganisatie of  gerechtelijk akkoord kan volgens het Belgisch handelsrecht aan een ondernemer of onderneming worden toegestaan als die tijdelijk haar schulden niet kan betalen of als er moeilijkheden zijn, waardoor het voortzetten van de onderneming bedreigd wordt. Per 1 april 2009 was het gerechtelijk akkoord hervormd in de wet betreffende de continuïteit van de ondernemingen (WCO). Nu is een en ander geregeld in boek XX van het Wetboek van Economisch Recht.
Het kan de voorbode van een faillissement zijn, maar het zou ook de redding kunnen betekenen. Dat is ook de bedoeling van een gerechtelijke reorganisatie; het kan alleen worden toegestaan als het economisch herstel mogelijk is.
De bevoegde rechtbank is de ondernemingsrechtbank.
De rechter kent een voorlopige opschorting van betaling toe voor een observatieperiode van maximaal zes maanden. Er wordt een gedelegeerd rechter aangesteld, die de ondernemer zal bijstaan.
De schuldenaar heeft binnen de WCO-procedure de keuze tussen drie vormen van reorganisatie:
- de gerechtelijke reorganisatie door een minnelijk akkoord (WCO2, Hoofdstuk 2 van de wet),
- de gerechtelijke reorganisatie door een collectief akkoord (WCO3, Hoofdstuk 3 van de wet), of
- de gerechtelijke reorganisatie door overdracht onder gerechtelijk gezag (WCO4, Hoofdstuk 4 van de wet).

Bij de gerechtelijke reorganisatie door collectief akkoord geeft de schuldenaar de schuldeisers kennis van de schuldvorderingen die in het reorganisatieplan worden opgenomen, en van eventuele betwistingen. Er wordt een herstel- of betalingsplan opgesteld, dat in een gedeeltelijke en definitieve opschorting van de schulden kan voorzien.
De rechtbank moet die definitieve opschorting homologeren als een meerderheid van de schuldeisers, die in waarde meer dan de helft van de vorderingen vertegenwoordigen, hiermee instemmen. Ook de schuldeisers die niet akkoord gaan, ondergaan dan noodgedwongen het verlies. Het komt niet toe aan de rechtbank de economische haalbaarheid van het reorganisatieplan te beoordelen; de rechtbank kan evenwel de homologatie weigeren indien het reorganisatieplan strijdig is met de openbare orde, of indien het reorganisatieplan niet verenigbaar is met een van de bepalingen van de WCO die de gerechtelijke reorganisatie door een collectief akkoord beheersen.
Als het plan niet lukt, kan een faillissement volgen. De doeltreffendheid van de WCO wordt in twijfel getrokken omdat thans 70% van de bedrijven die gebruikmaken van de WCO, twee jaar later toch failliet blijken te zijn; voorspellingen geven aan dat zelfs 90% van de WCO-aanvragers uiteindelijk failliet zullen gaan.
Staatssecretaris voor Fraudebestrijding John Crombez noemde de WCO in september 2012 "nuttig, maar te fraudegevoelig". De Tijd noemde de wet "een geschenk uit de hemel voor fraudeurs".